# Bandino (cognome)
Bandino è un cognome di lingua italiana.

## Varianti
Il cognome non presenta varianti.

## Origine e diffusione
Il cognome è tipicamente toscano.
Potrebbe derivare dal prenome Aldobrando, essendo quindi variante del cognome Aldobrandi, o dal prenome Bando, risultando quindi variante di Bandiera.